# Tepava Ridge
Tepava Ridge (englisch; bulgarisch хребет Тепава chrebet Tepawa) ist ein schmaler, felsiger, 7,55 km langer, 1,6 km breiter und bis zu 600 m hoher Gebirgskamm in den Aristotle Mountains an der Oskar-II.-Küste des Grahamlands auf der Antarktischen Halbinsel. Er überragt die nördlichen und südlichen Seitenarme des Pequod-Gletschers, die in das Exasperation Inlet bzw. in die Durostorum Bay münden.
Britische Wissenschaftler kartierten ihn 1976. Die bulgarische Kommission für Antarktische Geographische Namen benannte ihn 2013 nach der Ortschaft Tepawa im Norden Bulgariens.